# Evarcha pococki
Evarcha pococki är en spindelart som beskrevs av Zabka 1985. Evarcha pococki ingår i släktet Evarcha och familjen hoppspindlar. Inga underarter finns listade i Catalogue of Life.